# Pseudoindotyphlops
Pseudoindotyphlops — рід змій родини сліпунів (Typhlopidae). Представники цього роду мешкають в Південній і Південно-Східній Азії.

## Види
Рід Pseudoindotyphlops нараховує 2 види:
- Pseudoindotyphlops exiguus (Jan, 1864)
- Pseudoindotyphlops porrectus (Stoliczka, 1871)

## Етимологія
Наукова назва роду Pseudoindotyphlops походить від сполучення слова дав.-гр. ψευδος — несправжній і наукової назви роду Indotyphlops Hedges, Marion, Lipp, Marin & Vidal, 2014.